# 鄭省英
鄭省英（?—?），字明志，號修千，中國福建南安石井人，延平王鄭成功從弟。

## 生平
生於福建的鄭省英，為鄭成功從弟，加入鄭軍。1650年代末，失廈門，鄭成功特免其罪。1661年，鄭成功征臺時，他亦為從軍部將，後接第二任承天府尹。1662年，鄭成功過世後，他仍輔佐接任延平郡王的鄭經。
三藩事發後，鄭省英跟隨鄭經從台灣渡海至福建征戰，戰事間，任思明州事、閩粵宣慰使等，任務為總理郡錢糧。期間年因軍費日增，稅收繁重，他曾上陳鄭經，為民請命。年明鄭敗亡，他不知所終。